# Lipeck
Lipeck [lípeck] (rusko Ли́пецк) je mesto na jugu Rusije, upravno središče Lipecke oblasti. Leži ob reki Voronež in porečju Dona, 438 km jugovzhodno od Moskve. Leta 2007 je imelo mesto 502.600 prebivalcev.